# Fresnois-la-Montagne
Fresnois-la-Montagne é uma comuna francesa na região administrativa de Grande Leste, no departamento de Meurthe-et-Moselle. Estende-se por uma área de 8,59 km². Em 2010 a comuna tinha 420 habitantes (densidade: 48,9 hab./km²).